# Зета филм Будва
„Зета филм“, Будва, Црна Гора, је предузеће за производњу, промет (дистрибуција) и приказивање (биоскопи) филмова које је основано 1956. године издвајањем из тада јединственог предузећа Ловћен филм.
1. октобра 1979. године потписан је споразум о удруживању Филмског студија и Зета филма у јединствену организацију за производњу и промет филмова Зета филм Будва.
Циљ овог спајања је био да се обезбеде и створе повољни слови за бржи подстицај и развој црногорске кинематографије. Од тада је Зета филм било једино предузеће за производњу и промет филмова у Црној Гори.
Било је задужено за вођење целокупне репертоарске политике коју су проводили два његова тела:
1. Савет за избор филмова (страни филмови)
2. Филмски савет за домаће филмове
У саставу савета за избор филмова било је 5 представника друштвено-политичких организација и 4 представника Зета филма, а без његовог одобрења није се могао купити ни пустити у промет ниједан филм стране производње.
Од 11 чланова у саставу Филмског савета, Извршно веће ЦГ је је делегирало 7 чланова, а РО Зета филма 4 члана.
Основна надлежност Филмског савета била је одлучивање о припремању и снимању домаћих документарних и играних филмова, преглед снимљеног материјала те давање одобрења за јавно приказивање филмова.На плану дистрибуције страних филмова, Зета филм је сарађивао са Комисијом за преглед филмова.
Захваљујући друштвеном договору, 1978 године почеле су припреме о снимању играног филма и тв серије 13. јул о устанку црногорског народа против окупатора од 13. јула 1941.
Припреме за снимање филма су трајале 2 године, прва клапа је пала у јулу 1982 године а снимање је завршено 5. октобра 1982.године.Премијера филма је била на годишњицу устанка 13. јула 1982 године.
То је био најскупљи пројект у историји црноготрске кинематографије чији је буџет износио око 93,4 милиона динара ( просечна плата у Црној Гори је била 8.832 динара).
Снимање филма и тв серије испразнило је средства предвиђена за развој кинематографије и зато до краја комунистичке влдаавине црногорска кинематографија није самостално произвела ниједан играни филм.
Средства којим су 1982 располагали РСИЗ за културу и Зета филм нису били довољна за покривање трошкова снимања пола једног стандардног филма мада и Зета филм није покушао помаћи ствари с мртве тачке.
У ово периоду Зета филм Будва је изнашао начин улазећи у копродукције:
- са ТВ Титоград 1985 реализован је заједнички филм Дечак је ишао за сунцем
- са предузећем Центар филм заједнички су реализовани пројекти: Опасни траг, Чудо невиђено, Лепота порока, Лагер Ниш и У име народа
- са предузећем Дунав филм и ТВ Титоград заједнички је реализован филм Добровољци
- са предузећима Ариа филм из Француске и Београд филм заједнички је реализован последњи филм Живка Николића Искушавање ђавола

Зета филм је до 1991. године произвео 25 докуметарних и 3 анимирана филма у властитој производњи и 9 играних филмова у копродукцији. 
За црногорско и југословенско биоскопско тржиште увезла је 891 дугометражни филм.
Од 1995. године Зета филм послује као деоничарско друштво.  

## Дистрибуција и продукција филмова
| Год.   | Назив                             | Улога                   |
| ------ | --------------------------------- | ----------------------- |
| 1960-е |                                   |                         |
| 1968.  | Пре истине                        |                         |
| 1970-е |                                   |                         |
| 1973.  | Сутјеска (филм)                   | дистрибутер             |
| 1974.  | Дервиш и смрт (филм)              | дистрибутер             |
| 1975.  | Оковани шофери                    | дистрибутер             |
| 1976.  | Врхови Зеленгоре                  | дистрибутер             |
| 1976.  | Војникова љубав                   | удружени приказивач     |
| 1977.  | Бештије (филм)                    | дистрибутер             |
| 1977.  | Љубавни живот Будимира Трајковића | удружени приказивач     |
| 1977.  | Луде године (филм)                | дистрибутер             |
| 1978.  | Тренер (филм)                     | удружени приказивач     |
| 1978.  | Тигар (филм)                      | удружени приказивач     |
| 1978.  | Двобој за јужну пругу             | дистрибутер             |
| 1978.  | Бошко Буха (филм)                 | удружени приказивач     |
| 1979.  | Другарчине                        | удружени приказивач     |
| 1979.  | Радио Вихор зове Анђелију         | удружени приказивач     |
| 1979.  | Партизанска ескадрила             | удружен приказивач      |
| 1980-е |                                   |                         |
| 1982.  | 13. јул                           | продуцент и дистрибутер |
| 1983.  | Игмански марш (филм)              | удружен приказивач      |
| 1984.  | Чудо невиђено                     | продуцент и дистрибутер |
| 1984.  | Опасни траг                       | удружени приказивач     |
| 1985.  | Дјечак је ишао за сунцем          | продуцент и дистрибутер |
| 1986.  | Добровољци (филм)                 | продуцент и дистрибутер |
| 1986.  | Лепота порока                     | међурепубличка сарадња  |
| 1987.  | Лагер Ниш (филм)                  | међурепубличка сарадња  |
| 1987.  | У име народа                      | продуцент и дистрибутер |
| 1989.  | Искушавање ђавола                 | продуцент и дистрибутер |
| 1990-е |                                   |                         |
| 1992.  | Преци и потомци                   | дистрибутер и продуцент |